# Delitto in piazza
Delitto in piazza è una miniserie televisiva realizzata nel 1980 e trasmessa, in tre parti, su Rai 1 (allora Rete 1) nel 1980.
La regìa fu affidata a Nanni Fabbri e vede come protagonisti Gino La Monica e Fiorenza Marchegiani.

## Trama
Mario Aldara è un impiegato statale; forse per mania di protagonismo, la sua fidanzata Patrizia ha diffuso la voce che egli è un alto funzionario dei servizi segreti. La coppia vive in un antico palazzo fatiscente nel centro di Roma. Un giorno, due vicini di casa, nella convinzione che Mario svolga attività importanti, si rivolgono a lui per chiedergli un favore. Luisa, questo il nome della donna della coppia, è disperata: ormai da qualche anno sua sorella Ada è scomparsa. Se Luisa è una bella donna, Ada, che l'ha cresciuta dopo la morte dei genitori, era invece una donna bruttina e scialba. Luisa sente la sua mancanza e il marito della donna sollecita l'uomo nel prendere a cuore la situazione, indagando a dovere.
Mario viene contattato da una principessa, tale Simonetta, che abita in un lussuoso appartamento in un palazzo di fronte a quello abitato dall'uomo e gli confessa di aver ucciso e occultato il cadavere di Ada qualche anno prima, ciò con la complicità del suo amante, il dottor Carlo Palich. La donna, per espiare le sue colpe, sarebbe anche disposta a confessare ma pretende che anche Palich ammetta la sua parte di colpa, confessando a sua volta. La confessione di Simonetta apre la strada a una serie di ricatti ai danni sia di Simonetta sia di Palich, finché una notte Mario riceve una misteriosa telefonata dalla stessa Ada che le comunica di essere viva e vegeta. La stessa notte, Ernesto, il marito di Luisa, viene investito e ucciso da un pirata della strada proprio di fronte ai palazzi abitati da Mario e Simonetta.
Dopo altre indagini si scoprirà che Ernesto, tempo prima, aveva pagato il fioraio della zona per corteggiare Ada che, subito dopo, era scomparsa. Luisa è convinta che qualcuno entri di notte e di giorno in casa sua quando lei è fuori casa. Mario scopre quindi che Luisa, di notte, è spesso fuori casa in quanto usa prostituirsi presso un villino alle porte di Roma. Mario scopre la verità: Ada, che si sentiva un peso per la sorella, aveva deciso di scomparire dopo aver scoperto che il fioraio era stato pagato dal cognato per corteggiarla e portarla via da casa loro.
Ada, con l'aiuto del dottor Palich, si era nascosta in una casa di campagna del litorale romano. Dal canto suo, con la complicità della stessa Ada, Palich aveva fatto credere a Simonetta che Ada era morta a seguito di un diverbio tra i due, dopo che l'uomo l'aveva colpita alla testa. Simonetta aveva dunque aiutato Palich nel disfarsi del corpo gettandolo in un fiume. Ada, in quell'occasione, si era solo finta morta e aveva lasciato credere a Simonetta di essere divenuta complice di Palich in quell'atto criminoso. Palich sperava di tenere legata a sé Simonetta, coinvolgendola in un crimine a due, in realtà mai verificatosi. Ada, in questo modo, si era invece allontanata dalla sorella e dal cognato che non desiderava la sua presenza. Solo successivamente, presa dalla nostalgia, Ada, aveva incominciato a ritornare nella casa e, ciò, sempre in assenza della sorella Luisa e del cognato. Avendo scoperto la ragione delle assenze della sorella, legate al giro di prostituzione, una notte lo aveva investito con l'automobile. Scoperta Ada si costituisce alla polizia, Palich e Simonetta si riavvicineranno, Mario tornerà alla sua vita con Patrizia.